# Kitchens of Distinction
Kitchens of Distinction (encurtado às vezes para KOD) é um trio de rock alternativo e dream pop formada em Tooting, Sul de Londres, Inglaterra, em 1986. Dan Goodwin (bateria) conheceu Julian Swales (guitarra) na faculdade em 1980, e Swales conheceu Patrick Fitzgerald (vocal / baixo) em uma festa em 1985. Eles lançaram quatro álbuns de estúdio e um punhado de singles e EP antes de acabar em 1996.